# 神南の戦い
神南の戦い（こうないのたたかい）は、南北朝時代の観応の擾乱の余波で発生した合戦の一つ。正平10年/文和4年（1355年）2月、摂津国神南（大阪府高槻市神内）において、足利尊氏方の足利義詮の軍勢と、足利直冬方の山名時氏の軍勢との間で行われた合戦である。

## 概要
正平6年/観応2年（1351年）観応の擾乱により北朝は足利尊氏派と足利直義派に分裂し、激しい戦いを繰り返した。直義の養子足利直冬は、直義死後は中国地方に勢力を広げていたが、正平9年/文和3年（1354年）山名時氏、桃井直常、斯波高経ら旧直義派武将、南朝方の楠木正儀と共に上京作戦を開始した。足利尊氏は京都での戦いを不利と判断し、後光厳天皇を伴って近江国武佐寺へ退去。翌正平10年/文和4年（1355年）1月に足利直冬は桃井、斯波ら北国勢を伴って入京した。足利義詮は当初播磨国で戦っていたが、山崎の西、神南の峰に布陣。これに対し直冬方の山名時氏・山名師義らが攻撃を行なったが、佐々木道誉、赤松則祐らの奮戦により山名勢は敗退した。その後、直冬は東寺に拠って戦闘を継続したが、尊氏・義詮が率いる軍により敗退。3月、直冬方は京都から撤退した。